# Mistów
Mistów (prononciation : [ˈmistuf]) est un village polonais de la gmina de Jakubów dans le powiat de Mińsk de la voïvodie de Mazovie dans le centre-est de la Pologne.
Il se situe à environ 5 kilomètres au nord-est de Mińsk Mazowiecki (siège du powiat) et à 41 kilomètres à l'est de Varsovie (capitale de la Pologne).
Le village compte approximativement une population de 1 011 habitants en 2011.

## Histoire
De 1975 à 1998, le village appartenait administrativement à la voïvodie de Siedlce.